# Бобков, Сергей Германович
Сергей Германович Бобков (англ. Sergey Bobkov; род. 1961) — российский и американский математик, педагог.

## Биография
Родился 15 марта 1961 года в Воркуте.
Окончил факультет математики и механики Ленинградского государственного университета. Затем работал на кафедре геометрии, алгебры и математической статистики в Сыктывкарском университете, где в 1997 году защитил докторскую диссертацию.
C 1995 по 1996 годы работал в Билефельдском университете, Билефельд, Германия. В 2001—2002 годах работал в Имперском колледже Лондона.
В настоящее время преподает в Миннесотском университете.